# Богатов, Павел Михайлович
Павел Михайлович Богатов (1914—1970) — лейтенант Рабоче-крестьянской Красной Армии, участник советско-финской и Великой Отечественной войн, Герой Советского Союза (1944).

## Биография
Родился 4 февраля 1914 года в селе Терса (ныне — Вольский район Саратовской области). Окончил семь классов школы № 1 и животноводческий техникум в Вольске. В 1936-1938 годах проходил службу в Красной Армии. В 1940 году повторно был призван, участвовал в советско-финской войне. Вновь был демобилизован, после чего окончил курсы учителей и работал учителем физики и математики в Тепловской неполной средней школе Вольского района. В июле 1941 года был в третий раз призван на службу в армию.
Участвовал в боях на Северо-Западном, Волховском, Воронежском и 1-м Украинском фронтах, принимал участие в боях под Новгородом, Тихвином, Синявином, Воронежско-Касторненской операции, битве на Курской дуге, освобождении Украины и Польши, боях в Германии. В годы войны был ранен и контужен. К осени 1943 года лейтенант П. М. Богатов командовал взводом 210-й отдельной роты связи 136-й стрелковой дивизии 38-й армии Воронежского фронта. Отличился во время битвы за Днепр.
В начале октября 1943 года передовые силы 136-й стрелковой дивизии форсировали Днепр в районе Киева, захватили остров Казачий и плацдарм на западном берегу реки. Лейтенант П. М. Богатов получил приказ об установке телефонной связи между командными пунктами штаба дивизии и 358-го стрелкового полка, который к тому времени уже переправился через реку. Вместе с имуществом связи лейтенант П. М. Богатов начал переправу на лодке, но в этот момент лодка подверглась бомбардировке немецкой авиации. Лейтенант П. М. Богатов получил контузию и потерял сознание. Придя в себя, он отказался от эвакуации в тыл, сел обратно в лодку и, несмотря на массированный огонь противника, поплыл к западному берегу Днепра, вскоре успешно установив связь между подразделениями. Во время боёв линия неоднократно выходила из строя, лейтенант П. М. Богатов лично принимал участие в её ремонте. Так, 5 октября, когда на середине Днепра кабель был разорван в результате очередного налёта вражеской авиации, лейтенант П. М. Богатов несколько раз нырял в холодную воду, пока не нашёл концы оборванного кабеля, срастив их и восстановив связь.
Указом Президиума Верховного Совета СССР «О присвоении звания Героя Советского Союза генералам, офицерскому, сержантскому и рядовому составу Красной Армии» от 10 января 1944 года за «образцовое выполнение боевых заданий командования на фронте борьбы с немецко-фашистскими захватчиками и проявленные при этом отвагу и геройство» удостоен звания Героя Советского Союза с вручением ордена Ленина и медали «Золотая Звезда» за номером 2036.
После окончания войны П. М. Богатов был уволен в запас, после чего вернулся на родину. В 1948 году окончил юридическую школу, а в 1954 году — Саратовский юридический институт, после чего работал в Вольской межрайонной прокуратуре, был младшим советником юстиции.
Участник Парада Победы 1945 года на Красной площади.
Умер 5 мая 1970 года. Похоронен на городском кладбище в Вольске.

## Награды
Награждён орденом Ленина, Красной Звезды, медалью «За взятие Берлина» и рядом других медалей.